# PSAM
PSAM ist eine Abkürzung in der Bioinformatik und bedeutet position-specific affinity matrix.
Die PSAM veranschaulicht die Bindungsneigung eines Transkriptionsfaktors über einer Nukleotidsequenz mit einer bestimmten Länge L. Die Matrix hat eine Größe von 4xL. Es gibt vier Zeilen, in denen der jeweilige Bindungsneigungswert zu einer Nukleobase also Adenin (A), Guanin (G), Cytosin (C), Thymin (T) oder Uracil (U) an der entsprechenden Stelle in der Nukleotidsequenz vermerkt ist. Der an der entsprechenden Stelle in der Nukleotidsequenz höchste Neigungswert wird immer auf 1 skaliert, um die Nukleobase, die am wahrscheinlichsten bindet zu kennzeichnen. Aus der fertigen PSAM kann schnell eingesehen werden, an welcher Nukleotidsequenz ein Transkriptionsfaktor wahrscheinlich bindet und wie hoch die Energie der Bindungsneigung an der Nukleobase ist. In der Bioinformatik werden die PSAMs meistens durch Algorithmen automatisch generiert. Im Zusammenhang mit der Matrix wird oft auch noch ein sogenanntes Affinity-Logo angeboten, um die PSAM grafisch zu visualisieren.